# Dekanat Sejny
Dekanat Sejny – jeden z 22 dekanatów w rzymskokatolickiej diecezji ełckiej.

## Parafie
W skład dekanatu wchodzi 7 parafii:
- parafia Wniebowzięcia Najświętszej Maryi Panny – Berżniki
- parafia św. Anny – Giby
- parafia Świętej Rodziny – Karolin
- parafia Przemienienia Pańskiego – Krasnopol
- parafia Wniebowzięcia Najświętszej Maryi Panny – Puńsk
- parafia Nawiedzenia Najświętszej Maryi Panny – Sejny
- parafia św. Izydora – Smolany

## Sąsiednie dekanaty
Augustów – MB Królowej Polski, Suwałki – Ducha Świętego, Suwałki – Miłosierdzia Bożego, Suwałki – Świętych Benedykta i Romualda